# Hyphessobrycon otrynus
Hyphessobrycon otrynus är en fiskart som beskrevs av Ricardo C. Benine och Guilherme A.M.Lopes 2008. Hyphessobrycon otrynus ingår i släktet Hyphessobrycon och familjen Characidae. Inga underarter finns listade i Catalogue of Life.